# Langelands historie
Langelands historie strækker sig over flere tusind år. Øen har været beboet siden bondestenalderen og rummer rige arkæologiske fund fra både bronzealder, jernalder og vikingetid. I middelalderen blev Langeland gradvist organiseret i landsbyer og sognestrukturer, med Tranekær Slot som politisk og militært centrum. Rudkøbing blev købstad i 1200-tallet og udviklede sig til øens handelsmæssige centrum.
Under svenskekrigene i 1600-tallet blev øen hårdt ramt af fjendtlige troppeindkvarteringer og plyndringer, hvilket førte til store tab for både befolkning og økonomi. I nyere tid spillede Langeland en strategisk rolle under Den Kolde Krig med anlæggelsen af Langelandsfortet i 1950'erne, hvorfra man overvågede Warszawapagtens aktiviteter i Østersøen. I dag er øen især kendt som turistmål med Langelandsfestivalen, natur og historiske seværdigheder.

## Oldtiden

### Stenalderen
Langeland har en rig oldtidshistorie med spor helt tilbage til yngre stenalder. Blandt de mest markante levn fra denne periode er de mange dyssekamre, heriblandt dyssekamre ved Bjergby, Hulbjerg Jættestue og Kong Humbles grav, der aller stammer fra bondestenalderen. Dyssekamrene fungerede som kollektivgravpladser og vidner om et samfund med komplekse sociale strukturer og religiøse forestillinger omkring døden..
På Troldebjergbopladsen fra bondestenalderen er der gjort fund fra Ertebøllekulturen, og der er ligeledes arkæologiske spor ved Lindø, hvor bopladser fra stenalderen er fundet.

### Bronzealderen
Metal håndværk og udenrigshandel blomstrer. Magtfulde gravhøje dukker op, f.eks. ved Tryggelev Nor, hvor der oprindeligt var syv jordhøje, men kun tre er bevarede i dag. Fund som guldarmringe, bronzesmykker og “Djævlestenen” med skåltegn, viser en elitenær betydning og kontakt til Europa.

### Jernalderen
I jernalderen begyndte bosættelserne at blive organiseret landsbyfællesskaber. Ved f.eks. Stengade er fundet en jernaldergravplads med jordfæstegrave og skibssætninger. De rigere grave afspejler voksende social stratificering, ligesom regional udvikling i landbruget og keramikindustri sætter spor i kultur og bosætning.

### Vikingetid
Vikingetiden er primært bevaret i form af flere grave og stensætninger.
Der er fundet sammenlagt 23 gravpladser med mere end 350 grave, hvoraf den største havde 83 fra vikingetiden. Til sammenligning er der kun fundet 27 mere eller mindre sikre gravpladser på Fyn med sammenlagt ca. 190 grave. En dobbeltgrav fra 900-tallet, med en formodet træl og ejer, er blevet fundet ved Stengade. Her er også fundet stigbøjler indlagt med sølv og kobber dateret til omrkign 950. Jorden på Langeland er meget kalkholdig og derfor er skeletmateriale særlig velbevaret på øen.
Der er skibssætninger fra vikingetiden eller spor af samme fem steder på Langeland; Litzenmose, Kjædeby Has, Tambo Skov, Egebjerg Mark (Retmandstenen, der er den sidste rest af skibssætningen) samt en i Konabbe Skov, der er den eneste bevarede på øen; den er 13 m lang og 5 m bred.
Der er også spor af sejlspærringer i farvandene, hvor vikingerne regulerede skibstrafikken.

## Middelalderen
I middelalderen oplevede Langeland en omfattende udbygning af bebyggelse og økonomi. Øens landsbyer blev for alvor etableret i højmiddelalderen, med ca. 40 % dyrket areal, og befolkningen betalte primært skat i form af korn — især byg og havre — hvilket tyder på intensivt tovangsbrug særlig på Sydlangeland, selvom trevangsbrug også forekom. Denne metode ses som et kendetegn for lokal landbrugspraksis.
I denne periode blev også øens sogne og kirkelige struktur fastlagt. Langt de fleste af øens landsbykirker blev opført i romansk stil i 1100- og 1200-tallet, ofte i kampesten, og de kom til at fungere som både religiøse og sociale centre i lokalsamfundet.
Øens eneste købstad, Rudkøbing, opstod i første halvdel af 1200-tallet, og fik officielle købstadsprivilegier omkring 1250–1287. Byen voksede langsomt og var aldrig stor, men fik alligevel en central rolle i øens handel. 
Handelen var præget af både lovlig og ulovlig aktivitet. Selvom Rudkøbing havde monopol på handlen, opstod mange såkaldte ladepladser langs kysten, hvor bønderne solgte deres varer direkte, ofte til handelspartnere fra Als, Ærø og Tyskland, hvilket vanskeliggjorde byens monopol . Rudkøbing kæmpede i 1400–1500‑tallet for at håndhæve sine privilegier, men havnens forfald og konkurrence fra smuglerhavne gjorde det svært.
Arkitektonisk og byplanmæssigt prægedes Rudkøbing af sin middelalderlige kirkekonstruktion med kirke og torv som centrum, omgivet af Biograder, hvor bønderne handlede kvæg og korn. Byen fik i 1300-tallet skanseanlæg og forsvarsværker, som blev benyttet under blandt andet Torstenssonfejden (1644) og senere svenskekrigene.
Tranekær Slot blev etableret som et stærkt befæstet borg i 1200-tallet. Ved Valdemar 2. Sejrs død 1241 overgik Tranekær Slot til kongefamiliens Abel-linje, som besad det med enkelte afbrydelser, til Valdemar Atterdag i 1358 indtog borgen efter 14 dages belejring og indsatte en kongelig høvedsmand og gjorde det til hovedsæde for Tranekær Len.
Flere andre herregårde kan spores tilbage til middelalderen, hvilket bl.a. tæller Nedergård der nævnes første gang i 1406, Steensgård, oprindeligt kendt som Krogagergård, nævnes første gang i kilder fra 1442, og Skovsgård der nævnes første gang i 1457.

## 1536–1849
Efter reformationen i 1536 overgik store kirkelige ejendomme på Langeland til kronen og adelen. Øens økonomi var i denne periode stærkt knyttet til landbruget og skovdriften, som i stigende grad blev organiseret og udnyttet systematisk. Den administrative inddeling blev gradvist moderniseret

### Svenskekrigene
Under Karl Gustav-krigene (1657–1660) blev Langeland udsat for gentagne invasioner og voldsomme ødelæggelser. I februar 1658 gik den svenske konge Karl 10. Gustav af Sverige over det islagte Storebælt via Langeland med 2.000 ryttere og artilleri på vej mod Lolland. Senere samme år blev øen besat i omkring et halvt år, hvor den lokale befolkning led under plyndringer, mord og nedbrændte gårde .
Modstanden mod svenskerne blev ledet af bl.a. landsdommer Vincents Hansen Steensen, som organiserede en lokal milits. Han blev dræbt af et kanonskud under kamp, hvorefter hans hustru, Anne Holck, overtog ledelsen af forsvaret og med list lokkede svenske soldater i baghold. I februar 1659 afværgede lokale styrker et svensk landgangsforsøg ved Andemose ved Strandby, men i marts 1659 lykkedes det svenskerne at besætte øen igen.
Efter krigen lå mange gårde øde, og befolkningstallet faldt markant i flere sogne. Ødelæggelserne blev siden markeret med mindesten ved bl.a. Uglebjerg og Strandby.

### 1660-1848
Tranekær Slot blev i 1672 gjort til hovedsæde for det nyoprettede lensgrevskab under slægten Ahlefeldt.
Rudkøbings befolkningstal var omkring 478 i 1672, efter at svenskekrigene havde reduceret byen betydeligt.
Fra midten af 1700-tallet begyndte udskiftningen af landsbyernes jorder. Øens gejstlige og økonomiske liv var præget af konservatisme, men der var også kulturelle strømninger. I 1805-06 var N.F.S. Grundtvig knyttet til øen som huslærer på Egeløkke.
Øen spillede en rolle under Englandskrigene i begyndelsen af 1800-tallet, og der blev anlagt en kanonbådsstation ved Lohals.

## 1849–1919
Efter grundloven i 1849 blev den lokale administration moderniseret. Rudkøbing blev et vigtigt handelscentrum, og landbruget blev omlagt via udskiftningen og andelsbevægelsen. I 1911 blev der anlagt jernbane mellem Rudkøbing og Bagenkop, og færgeforbindelserne til Fyn og Lolland blev udbygget. Store dele af Nordlangelands skove blev i perioden overtaget af staten og fredet.

## 1919–nu
I mellemkrigstiden forblev Langeland et landbrugsdomineret område, men der skete gradvis modernisering. Under anden verdenskrig blev øen besat af tyske tropper, og især kystområderne blev strategisk overvåget. Der var mindre modstandsgrupper aktive, og enkelte sabotageaktioner blev udført, men i begrænset omfang. Tyske styrker overgav sig uden større kampe i maj 1945.
Et vigtigt skridt mod bedre infrastruktur var etableringen af færgeruten Spodsbjerg-Tårs, som har fungeret siden 1920'erne og fortsat er en central trafikåre mellem Langeland og Lolland. Desuden spillede Langelandsbanen, som åbnede i 1911 og forbandt Rudkøbing med Bagenkop, en vigtig rolle i øens udvikling. Banen blev dog nedlagt i 1962 som følge af faldende passager- og godstransport.
En stor milepæl kom i 1962 med indvielsen af Langelandsbroen, der forbandt øen med Siø og videre til Fyn, hvilket lettede transport og erhverv.
Omtrent samtidig blev Langelandsfortet opført som en del af Danmarks koldkrigsforsvar og husede bl.a. radarer og kystartilleri rettet mod Østersøen. Fortet er i dag åbent som museum.
Efter kommunalreformen i 1970 blev Langeland en del af Fyns Amt, og siden 2007 har øen ligget i Region Syddanmark. Turisme er blevet en voksende del af øens økonomi, med særligt fokus på naturturisme, historie og kulturoplevelser.
Langelandsfestivalen, som har fundet sted siden 1991, tiltrækker årligt omkring 25.000 besøgende, særligt familier og er blevet en vigtig del af øens identitet.